# Абдаштарт І
Абдаштарт І Філелін (фінік. , дав.-гр. Στράτων) — цар фінікійського міста Сідон у 365— 352 рр. до н. е. В давньогрецьких істориків відомий як Стратон.

## Життєпис
Прихильник зближення з Афінами. У 367 р. до н. е. афінські народні збори ухвалили рішення про надання сідонському царю і його нащадкам проксенії (так звана «сідонська псефізма») і звільнили сідонських купців від сплати податку на іноземців (метекіона) і надзвичайного податку (ейсфори). Заснував місто, яке у греків було відоме як Стратонова Башта.
У 362 р. до н. е. підняв повстання проти перської влади. На сідонських монетах замість зображення перського володаря почали карбувати профіль Абдаштарта I.
Підтримав фараона Таха, який також виступив проти персів. Після того як в Єгипті спалахнув заколот, очолений Нектанебом надав Таху прихисток у Сідоні.
Після придушення повстання перси усунули Абдаштарта I від влади, а сам Сідон — позбавили самоврядування. Керування передали Мазею, сатрапу Кілікії та Заріччя. Проте невдовзі відновлено царську владу без права карбування. Царем став Теннес.